# ゆうがたパラダイス
『ゆうがたパラダイス』は、NHK-FMで2016年4月4日から2021年3月18日まで放送されていた音楽リクエスト番組である。パーソナリティは曜日ごとに異なっていた。

## 概要
2016年度の番組改編により新設された若者向け番組。
高校生・大学生である10代から20代の年齢層をターゲットとし、J-POPや洋楽のリクエストに応えていく番組であり、インターネット連動の企画コーナーを日替わりで設けていた。生放送を基本とし、曜日ごとにテーマジャンルを決め、リスナーからのリクエストを交えながら展開していた。
2021年度改編をもって番組の放送を終了した。

## 出演者
曜日ごとのタイトル、初回および最終回放送日、出演者は番組ホームページによる。

### 終了時
| 期間                           | 曜日 | パーソナリティ                                                                                          | 備考     |
| ------------------------------ | ---- | --- | -------- |
| 2020年10月19日 - 2021年3月15日 | 月曜 | 金田哲（はんにゃ・吉本坂46）、櫻坂46、日向坂46 「はんにゃ・金田と櫻坂46と日向坂46のゆうがたパラダイス」 | [ 注 2 ] |
| 2016年4月5日 - 2021年3月16日   | 火曜 | 三森すずこ 「三森すずことアニソンパラダイス」                                                           | [ 注 3 ] |
| 2020年11月25日 - 2021年3月17日 | 水曜 | 鹿野淳、藤田琢己（週替わり） 「ゆうがたパラダイス 水曜日」                                              |          |
| 2018年4月5日 - 2021年3月18日   | 木曜 | 青山テルマ 「青山テルマのアフタースクールパラダイス」                                                   |          |

### 過去
| 期間                          | 曜日 | パーソナリティ                                                                                          | 備考     |
| ----------------------------- | ---- | --- | -------- |
| 2016年4月4日 - 2017年3月27日  | 月曜 | 金田哲（はんにゃ） 「はんにゃ・金田のアイドル&投稿パラダイス」                                          |          |
| 2016年4月6日 - 2020年11月18日 | 水曜 | 津野米咲（赤い公園） 「津野米咲のKOIKIなPOP・ROCKパラダイス」                                           | [ 注 4 ] |
| 2016年4月7日 - 2018年3月29日  | 木曜 | 高田秋 「高田秋の聴けばアガる!ガールズパラダイス」                                                      |          |
| 2017年4月3日 - 2019年3月18日  | 月曜 | 金田哲（はんにゃ・吉本坂46）、欅坂46、けやき坂46 「はんにゃ・金田と欅坂46のゆうがたパラダイス」         | [ 注 5 ] |
| 2019年4月1日 - 2020年10月12日 | 月曜 | 金田哲（はんにゃ・吉本坂46）、欅坂46、日向坂46 「はんにゃ・金田と欅坂46と日向坂46のゆうがたパラダイス」 | [ 注 6 ] |

### レギュラーゲスト
- 前田久（まえだひさし）：アニメ雑誌の記事などを手がけるライター[12]。火曜のコーナー「三森アニソン研究所P」に出演[12]。

## 放送時間
| 放送期間                     | 放送時間                  | 放送局 | 対象地域 | 備考   |
| ---------------------------- | ------------------------- | ------ | -------- | ------ |
| 2016年4月4日 - 2021年3月18日 | 月曜 - 木曜 16:40 - 18:00 | NHK-FM |          | 生放送 |

### 特別編成
- 2020年
  - 4月7日 - 6月11日 - 新型コロナウイルス感染症への対応として過去放送回のセレクション放送を行っていた[13][14]（4月8日放送分を除く[15]）。放送回によっては、出演者からのコメントを新たに録音して放送された[16]。
  - 6月15日 - 7月2日 - リモート収録にて新規の放送を行っていた[17][18]。
  - 7月6日以降 - 生放送を再開した[19]。放送回によっては、ゲスト出演者のみリモート出演とする措置をとっている[19]。
  - 10月21日 - 11月4日 - 水曜パーソナリティ・津野米咲の逝去を受け、この期間における水曜の放送を休止して、代替番組を放送した[8][9][10]。
  - 11月11日 - 津野の追悼企画として「津野米咲WORKS特集」（2020年1月8日放送分）を再放送[11]。
  - 11月18日 - 11日と同様の企画として、「赤い公園・津野米咲さんが作り、愛した音楽たち」を新たに放送[11]。
- 2021年
  - 3月15日 - 18日 - 最終週は放送開始を16:00に繰り上げて、放送時間を2時間に拡大した[20][21][22][23][24]。